# Союз исламского джихада
Союз исламского джихада (СИД, араб. إتحاد الجهاد الإسلامي‎ Ittiḥād-ul-Jihād-il-Islāmī, узб. Исломий Жиҳод Иттиҳоди, ИЖИ, Islomiy Jihod Ittihodi, IJI), также Иттихад исламского джихада, Исламский джихад — джамаат моджахедов — исламистская радикальная боевая организация, базирующаяся в Вазиристане, известна своими акциями в Узбекистане и Германии.

## История
В 2002 году, в Зоне Племен (регион на пакистано-афганской границе) появилась Группа исламского джихада.
Наджмуддин Джалолов, воевавший уже на Кавказе и в Афганистане, посоветовавшись с опытными муджахидами, организовал собственную группу, которая стремилась к возвращению в Узбекистан и распространению «джихада» на всю Среднюю Азию. Первым делом он открыл тренировочный лагерь где-то в горах Хоросана, воспитанники которого потом отправлялись в Узбекистан. Огромное число новобранцев были бывшими членами Исламского Движения Узбекистана.
Раскол, приведший к возникновению «Союза исламского джихада», произошёл на почве уже давно наметившихся в ИДУ разногласий по вопросам стратегии, и прежде всего — относительно целей этого движения. Так, руководство ИДУ до сих пор считает приоритетной задачей борьбу против режима Каримова в Узбекистане. В 2001 году против него выступило радикальное крыло, потребовавшее, чтобы сфера «джихадистской деятельности» была распространена на всю Центральную Азию, а затем и на страны Запада. В 2002 году группа оппозиционеров из числа представителей этого крыла, не сумев навязать свою волю ИДУ, провозгласила создание «Группы Исламского Джихада». Её руководство, как и руководство ИДУ, базируется в Пакистане, а именно в Северном Вазиристане, где его оплотом до сих пор остаётся город Мир-Али.
Созданная группа уже начинала наносить удары Узбекистану в 2004 и начале 2005 года, тогда же организация получила нынешнее название — Союз Исламского Джихада. С этого времени СИД активно сближался с Аль-Каидой, а также меняет приоритеты, начиная сражаться в Пакистане и Афганистане и покушаясь на Европу.
Одним из идеологов созданной группы стал Абу Лейс аль-Либи, командир отряда аль-Каиды, в котором состоял Джалолов. До начала 2008 года он выступал связующим звеном между «Аль-Каидой» и СИД, пока не был убит в конце января 2008 года при попадании ракеты, выпущенной американским истребителем, в один из домов в Мир-Али. В этом налете, кроме аль-Либи, погибло ещё несколько членов «Союза исламского джихада». Возможно, что Абу Лейс аль-Либи, которого в СИД называли «нашим шейхом», был главным стратегом организации, а также отвечал за операции, которые планировалось осуществить на территории Германии. Кроме того, аль-Либи поддерживал особо тесные контакты с Талибаном, выполняя функции «комиссара „Аль-Каиды“ в Центральной Азии».

### Признание террористической организацией
Глава ЦРУ Портер Госс заявил в марте 2005 года, что «СИД стал наиболее опасной угрозой для интересов правительств США и стран (среднеазиатского) региона». В мае этого же года Госдеп США признал Союз террористической организацией. В июне организация появилась в списке террористов ООН.
15 октября 2005 депутат Хейзл Энн Блерс призывала британскую Палату общин признать СИД террористической организацией, потому что он «угрожает британским интересам за рубежом». Бывший посол Великобритании в Узбекистане Крейг Мюррей утверждал, что СИД, если и существует, то используется правительством Узбекистана в своих целях. Хейзл Берс на это ответила, что «её подозрения обоснованы разведывательными данными и источниками из служб безопасности, а также многие члены ООН озабочены деятельностью СИД». После того, как Мюррей был отозван с поста посла в Узбекистане, он написал в Самарканде книгу о «борьбе британского посла в стране тирании против международного терроризма».
В Германии СИД оценивается по-разному. Например, Бенно Кёпфер, глава органов безопасности земли Баден-Вюртемберг, вообще сомневается в существовании такой организации. Однако чаще СИД считают отделением ИДУ, связанным с аль-Каидой.

### Слухи о сотрудничестве с узбекской разведкой
25 сентября 2008 года в крупном немецком журнале Monitor появилось интервью узбекского перебежчика Икрома Якубова о том, что СИД был создан узбекской разведкой и используется режимом Каримова для создания видимости страны-жертвы терроризма.
Бывший британский посол в Узбекистане Крейг Мюррей полагал, что «СИД создан узбекскими спецслужбами, а теракты в Ташкенте организованы либо этими самыми спецслужбами, либо завербованными ими людьми».

## Известные акции
Боевая история СИД начинается с нескольких взрывов в Узбекистане в период с 28 марта по 1 апреля 2004 года, унесших жизни 47 человек. Уже тогда СИД стал организовывать свои ячейки в России, Кыргызстане, Узбекистане, Казахстане. Основные тренировочные лагеря располагались в Пакистане, а также в Казахстане. 30 июля 2004 года СИД взрывает израильское и американское посольства, а также офис генерального прокурора в Ташкенте, заявив, что эти акции «направлены против предательского правительства». В конце 2004 года несколько членов СИД были арестованы в Казахстане.
В 2007 году трое человек были арестованы в Германии, в местечке Зауэрланд. Они обвинялись в планах напасть на Франкфуртский международный аэропорт и американские военные объекты, например авиабазу Рамштайн, а также американское и узбекское посольства в Германии. Все трое были связаны с СИД, они входили в так называемую «Зауэрландскую ячейку». Двое из них являются немцами, принявшими ислам. Целью этих акций было вынуждение немцев расформировать крупную военную базу под Термезом.
В 2008 году двое предполагаемых членов СИД были арестованы в аэропорте Кельн-Бонн в Германии на борту самолёта компании KLM, направлявшегося в Амстердам. Утверждают, что эти люди собирались попасть в Пакистан через Уганду, чтобы обучаться в тренировочных лагерях какой-либо террористической организации. Тем не менее, предположения не подтвердились, и двое человек (сомалиец и гражданин Германии сомалийского происхождения) были освобождены.
В начале марта 2008 года Джюнейт Чифчи — турецкий юноша, родившийся в Германии, — подорвал себя на американской военной базе в афганской провинции Хост. В результате атаки было убито двое американских солдат и двое служащих афганской армии. Ответственность за нападение взял на себя СИД. Он же опубликовал видеозаписи, запечатлевшие смертника за подготовкой к этой акции и во время её осуществления. Это событие стало лишь очередным доказательством того, что СИД завербовал группу новобранцев из числа германских турок, которые прошли подготовку в пакистанском регионе Вазиристан.
26 мая 2009 года СИД совершил подрывы поста милиции и других объектов в городах Ханабаде и Андижане Андижанской области Узбекистана.
В 2011 году агентство «Бадр ат-Таухид», медиа-отделение СИД, выпустило видео, где показаны совместные с Талибаном операции на Севере и Востоке Афганистана, а также обучение в местных тренировочных лагерях узбеков, таджиков и пуштунов. На том же видео показаны некоторые павшие бойцы СИД, по именам, очевидно, выходцы из Турции, Азербайджана, Казахстана, Узбекистана и Пакистана.
В апреле 2014 года в уезде Али-Шер провинции Хост СИД совместно с Талибаном захватили крупную американскую военную базу «Чаргути», переданную афганской армии, взяв много трофеев, среди которых — американский «Хаммер».